# Rheotanytarsus bufemoratus
Rheotanytarsus bufemoratus är en tvåvingeart som beskrevs av Kyerematen och Ole Anton Saether 2000. Rheotanytarsus bufemoratus ingår i släktet Rheotanytarsus och familjen fjädermyggor.
Artens utbredningsområde är Uganda. Inga underarter finns listade i Catalogue of Life.